# Viatge a Melònia
Viatge a Melònia (títol original en suec: Resan till Melonia) és un llargmetratge d'animació suec dirigit per Per Åhlin i estrenat l'any 1989. És una adaptació animada de l'obra de William Shakespeare La tempesta i ha estat doblada al català.
Amb un pressupost de 22 milions de SEK, va ser la pel·lícula d'animació sueca més cara que s'havia fet mai a la història, a causa del llarg procés de producció entre 1982 i 1989. Quan es va fer el guió, Per Åhlin i Karl Rasmussen van escollir línies de La tempesta que van pensar que podrien fer servei, i després les van reunir en una sinopsi coherent. Una influència per a l'estil visual va ser l'obra de 1895 de Jules Verne Propeller Island.

## Argument
Quan un vaixell s'enfonsa durant una tempesta, un esclau de l'illa industrial de Plutònia es renta a les platges de l'illa paradisíaca Melònia, on resideix el totpoderós mag Pròsper i els seus estranys amics.

## Repartiment
- Allan Edwall: Prospero
- Robin Carlsson: Miranda
- Olle Sarri: Ferdinand
- Tomas von Brömssen: Ariel
- Jan-Olof Strandberg: William
- Ingvar Kjellson: Kapten Julgransfot
- Ernst Günther: Caliban
- Eva Rydberg: Kockan
- Jan Blomberg: Slug
- Hans Alfredson: Slagg
- Nils Eklund: Rorsman

## Premis i reconeixements
Va guanyar dos premis Guldbagge al Millor assoliment creatiu (una categoria amb tres premis per assoliments tècnics sense les seves pròpies categories). El primer va ser atorgat a Åhlin per l'animació i el segon a Björn Isfält per la música. L'any 1991 va participar al Festival de Cinema d'Annecy, en la secció oficial de llargmetratges a concurs.